# Elizabeth Lee Hazen
Elizabeth Lee Hazen (Misisipi, 24 de agosto de 1885 - 24 de junio de 1975) fue una fisióloga y microbióloga estadounidense conocida por su contribución al desarrollo de la nistatina. 
Su educación se enfocó desde muy joven hacia la ciencia y la investigación, de forma que acabó desarrollando una gran pasión por la microbiología. En 1948 se asoció con Rachel Fuller Brown para desarrollar la nistanina, el primer tratamiento farmacológico no tóxico para las infecciones fúngicas en los seres humanos. Su investigación tuvo múltiples y variadas aplicaciones, que iban desde salvar árboles infectados hasta la restauración de pinturas y obras de arte dañadas por el moho.

## Biografía
Elizabeth nació en agosto de 1885 en Rich, Misisipi. Sus padres, William Edgar Hazen y Maggie Harper, murieron cuando ella tenía cuatro años y fue adoptada por unos tíos suyos, junto con sus otros dos hermanos.
Asistió a la Universidad de Misisipi para la Mujer (en aquel entonces Instituto Industrial y universidad de Misisipi), y obtuvo una licenciatura en Ciencias en 1910. Mientras seguía con la enseñanza de biología en la escuela secundaria en Jackson (Misisipi), continuó con su educación asistiendo a las escuelas de verano de la Universidad de Tennessee y la Universidad de Virginia. Después de finalizados sus estudios, fue aceptada en el departamento de biología de la Universidad de Columbia para efectuar estudios de postgrado y en esa universidad completó un máster en biología en 1917 y un doctorado en microbiología en 1927. Ejerció como técnico de laboratorio para diagnóstico durante la Primera Guerra Mundial. En la década de 1920, mientras estudiaba en la Universidad de Columbia, trabajó con ricina y estudió su efecto sobre la toxina botulínica.

## Trayectoria
Gracias a su sólida formación científica y experiencia, Hazen continuó su investigación sobre bacterias e inmunología. En 1931, se le presentó la oportunidad de trabajar en el Departamento de Salud del Estado de Nueva York. Aceptó y trabajó en la División del Laboratorio de Diagnóstico Bacteriano de la ciudad de Nueva York. Allí obtuvo varios logros importantes en el campo del diagnóstico bacteriano. Entre sus trabajos se encuentran el rastreo de un brote de ántrax, la localización de las fuentes de tularemia y el rastreo del origen de la intoxicación alimentaria causada por alimentos mal conservados. Aprendió, se capacitó y estudió sobre hongos y enfermedades fúngicas, y comenzó a producir su propia colección de cultivos. Esta colección y la investigación que la acompañó contribuyeron a que su nombre figurara en el Salón Nacional de la Fama de los Inventores.

### Desarrollo de la nistatina
En 1944, fue elegida por Augustus Wadsworth, fundador y jefe de la división, para estar a cargo de una investigación sobre hongos y su relación con bacterias y otros microbios. Además de una microbióloga (Hazen), también se necesitaba un bioquímico , y se eligió a Rachel Fuller Brown. Hazen comenzó a investigar y estudiar enfermedades fúngicas, específicamente las que se habían extendido por la ciudad. Esto incluía enfermedades como la neumonía y la moniliasis (candidiasis bucal), una afección bucal que provoca dolor al tragar. Tenía una creciente colección de hongos y estaba estudiando los efectos y los posibles agentes antifúngicos. Sin embargo, Elizabeth necesitaba a alguien que identificara y aislara la actividad antifúngica que se producía en las muestras. Dalldorf, la dirección de la división en Albany, le presentó en 1948 a Rachel Fuller Brown, que tenía un laboratorio en Albany.
Su investigación comenzó con la recolección de muestras de suelo de todo el país. La Dra. Hazen cultivó actinomicetos (microorganismos con mayor frecuencia que poseen propiedades antifúngicas) de cada muestra y las analizó para determinar la presencia de actividad fúngica. Si se encontraba actividad, la muestra de suelo se enviaba a Albany, donde la Dra. Brown preparaba muestras y extractos de los cultivos aislando los agentes químicos que parecían tener la propiedad de eliminar hongos. Estas nuevas muestras se enviaban de vuelta a la ciudad de Nueva York, donde Hazen volvía a analizarlas para determinar su toxicidad. Exponía los organismos a dos hongos: Candida albicans y Cryptococcus neoformans. Después, purificaba las muestras prometedoras para realizar pruebas adicionales de actividad fungistática y fungicida.
En 1948, Hazen y Brown comenzaron la búsqueda de un agente antimicótico eficaz. Hazen encontró un microorganismo prometedor en la tierra de la granja lechera de una amiga. Lo llamó Streptomyces noursei, en honor a William Nourse, el dueño de la granja.  Se descubrió que S. noursei producía dos sustancias antimicóticas. Una resultó ser tóxica para los ratones, pero la otra, al purificarse, resultó eficaz contra la candidiasis y un hongo que invadía los pulmones y el sistema nervioso central. En 1950, presentaron su descubrimiento, el primer antibiótico antimicótico seguro y eficaz, ante la Academia Nacional de Ciencias. Originalmente lo llamaron fungicida, pero posteriormente lo rebautizaron como nistatina, en honor a su empleador, el Departamento de Salud Pública del Estado de Nueva York. 
En 1951, los laboratorios del Departamento de Salud ascendieron a Brown a bioquímica asociada. Brown y Hazen continuaron sus investigaciones y descubrieron dos antibióticos adicionales: la phalamycina y la capacidina.

## Patente
Nistatina (antifúngico/antibiótico) Número de patente: 2.797.183
A finales de 1950 se presentó una patente para la nistatina. La empresa Hazen, Brown y Squibb Research Company tardó seis años y medio en obtener la patente para la invención. Dos razones provocaron el retraso. En primer lugar, era necesario realizar pruebas para demostrar la utilidad del producto. Esto requirió ensayos con animales y humanos para obtener la aprobación de la FDA. La nistatina recibió la aprobación de la FDA y Squibb la lanzó al mercado en 1954. Además, un artículo publicado en el Journal of Investigative Dermatology en 1954 sugería que Hazen y Brown habían expuesto métodos de nistatina en otro artículo publicado previamente en 1949. De ser así, habría transcurrido más de un año antes de que se presentara la patente, lo que invalidaría la patente pendiente. Sin embargo, tras la investigación y la firma del autor del artículo de 1954, que declaraba la inexistencia de conexión, la Oficina de Patentes de Estados Unidos emitió la patente el 25 de junio de 1957. Esta amparaba la nistatina y el método de preparación durante los siguientes 17 años. Hazen y Brown obtuvieron la patente en 1957.

## Premios
Hacia el final de su vida recibió una serie de premios por su éxito, incluyendo el Premio Squibb de 1955 en quimioterapia, Premio al Servicio Distinguido del Departamento de Salud del Estado de Nueva York al jubilarse en 1968, el Premio Benham Rhoda de la Medical Mycological Society of the Americas, un título honorario de Hobart and William Smith Colleges y el Premio Química Pioneer del Instituto Americano de Químicos. Después de su muerte en 1975, Hazen fue nominada y aceptada en el Salón de la Fama de Inventores Nacionales en 1994.